# ريال مدريد موسم 2012–13
كان موسم 2012–13 هو الموسم الـ109 في تاريخ نادي ريال مدريد، بدأ من 1 يوليو 2012 حتى 30 يونيو 2013، بدأ ريال مدريد الموسم بالفوز بكأس السوبر الإسباني عندما فاز على برشلونة رغم التعادل في مجموع المبارتين الا أن ريال مدريد تفوق بالأهداف خارج الأرض.
لم يكن هذا الموسم ناجحاً على الإطلاق بعكس آخر موسمين فلم يحقق الفريق أي بطولة عدا بطولة كأس السوبر الإسباني، فلم يقدم ريال مدريد مستوى كبيراً ومقنعاً ضد فرق الدوري الإسباني مما ادى إلى فقدن الامل بالفوز باللقب مبكراً وانهى ريال مدريد الدوري بالمركز الثاني بـ85 نقطة، وعلى الرغم من ان الفريق لم يستطع الفوز باللقب الا انه استطاع الفوز على برشلونة بطل الدوري في البرنابيو والتعادل مع في الكامب نو والفوز على أتلتيكو مدريد ذهاباً واياباً.
أما في كأس ملك إسبانيا فقد كان الفريق يسير بخطى ثابتة نحو اللقب فقد أخرج سيلتا فيغو وفالنسيا من دور الـ16 وربع النهائي، واستطاع أن يقصي برشلونة من الدور نصف النهائي وسط دهشة الجميع فقد واجه ريال مدريد الفريق الكاتالوني في مباراة الذهاب البرنابيو وهو يعج بالغيابات الكثيرة جداً ولكن الفريق أستطاع خطف التعادل 1–1 في اللحظات الاخيرة وفي مباراة الإياب استطاع ريال مدريد سحق برشلونة 1–3 في الكامب نو، ولكن لم يحالفه الحظ في المبارة النهائية ضد أتلتيكو مدريد عندما خسر بنتيجة 2–1 بالاشواط الاضافية رغم الاداء الكبير الذي قدمه اللاعبون في تلك المبارة.
وفي دوري أبطال أوروبا وضع ريال مدريد في مجموعة الموت عندما اوقعته القرعة بجانب بوروسيا دورتموند بطل الدوري الألماني ومانشستر سيتي بطل الدوري الإنجليزي و نادي أياكس أمستردام بطل الدوري الهولندي وقد تفوق ريال مدريد على فريقا أياكس أمستردام ومانشستر ستي ولكن فريق دورتموند استطاع خطف صدارة لمجموعة بعد فوزه على ريال مدريد ذهاباً 2–1 وتعادله اياباً 2–2.
و قد واجه ريال مدريد في دور الـ16 نادي مانشستر يونايتد متصدر الدوري الإنجليزي وعلى الرغم من التعادل الإيجابي 1–1 في سانتياغو برنابيو أستطاع ريال مدريد العودة في مباراة الإياب والفوز بنتجة 2–1، ليتأهل إلى الدور ربع النهائي ويواجه بطل الدوري التركي غلطة سراي ويفوز علي بمجموع المبارتين 5–3.
و في الدور النصف النهائي عادت القرعة ووضعت ريال مدريد في مواجهة خصمه اللدود بوروسيا دورتموند وفي مفاجآة من العيار الثقيل استطاع دورتموند الفوز 4–1 على ريال مدريد في مباراة الذهاب في أسوء مباراة لعبها ريال مدريد طوال الموسم، وعاد ريال مدريد في الإياب وفاز بنتجية 2–0 ولكن ذلك لم يكن كافياً للتأهل واللعب في ملعب ويمبلي.

## الأسبوع التاريخي
على الرغم أن ريال مدريد لم يحقق أي لقب هذا الموسم إلا انه نال احترام الجميع بعد تقديمه اسبوعاً للتاريخ، فبعد اصابة قائده إيكر كاسياس وسوء النتائج في الموسم الحالي وكثرة الاصابات والايقافات اعتقد الكثير أنها نهاية موسم ريال مدريد حيث أن الريال فقد الامل بالعودة إلى الدوري، واوقعته القرعة في مواجهة مانشستر يونايتد في دور الـ16 من دوري أبطال أوروبا وسيواجه برشلونة في الدور نصف النهائي في كأس ملك إسبانيا.
واجه ريال مدريد اولاً برشلونة في ذهاب نصف نهائي كأس ملك إسبانيا بالبرنابيو في يوم 30 يناير 2013 وانتهت المبارة بالتعادل 1–1 بهدف رافاييل فاران، ثم بعد أسبوعين تقابل ريال مدريد ضد مانشستر يونايتد في ذهاب دور الـ16 بدوري أبطال أوروبا بالبرنابيو في 14 فبراير 2013 وانتهت المبارة 1-1 بهدف كريستيانو رونالدو.
بعد تعادل ريال مدريد على ارضه في المبارتين أعتقد الجميع انها نهاية موسم ريال مدريد خاصة أن مواعيد المباريات ليست في صالحه،
حيث انه سيلعب في يوم الثلاثاء ضد برشلونة في الكامبنو بالكأس ثم في يوم السبت أي بعد أربعة أيام سيلعب ضد برشلونة أيضاً في البرنابيو بالدوري، ثم بعد ثلاثة أيام سيغادر إلى انجترا أي يوم يوم الثلاثاء ليلعب ضد مانشستر يونايتد في اولد ترافورد.
لكن حدثت المفاجآة وسحق ريال مدريد صاحب الضيافة برشلونة في الكامب نو 1–3 في يوم السبت 27 أبريل 2013 بأهداف رفائيل فاران وكريستيانو رونالدو بهدفين، ثم عاد وفاز برشلونة أيضاً بالدوري على ملعب سانتياغو برنابيو 2–1 في يوم 3 مارس 2013 على الرغم أن ريال مدريد كان يلعب باللاعبين الاحتياطين وبرشلونة يلعب باللاعبين الاساسين، وجاءت المبارة الأهم والأكثر صعوبة ضد مانشستر يونايتد على ملعب أولد ترافورد في يوم 6 مارس 2013 وانتصر ريال مدريد بفضل هدفي لوكا مودريتش وكريستيانو رونالدو، وبذلك حقق ريال مدريد ما وصفه الكثير بالمعجزة حيث انه انتصر على اثنين من أفضل الفرق في العالم وفي أصعب ملعبين في العالم في خلال 7 أيام بقيادة جوزيه مورينيو.

## إحصائيات الفريق

### إحصائيات الفريق في الدوري الإسباني
عدد المباريات: 38 مباراة
عدد الانتصارات: 26 فوز
عدد التعادلات: 7 تعادلات
عدد الهزائم: 5 هزائم
عدد الأهداف المسجلة: 103 هدف
عدد الأهداف المسجلة عليه: 42 هدف
عدد البطاقات الصفراء: 92 بطاقة
عدد البطاقات الحمراء من بطاقتين صفراء: 3 بطاقات
عدد البطاقات الحمراء المباشرة: بطاقتين

### إحصائيات الفريق في كأس ملك إسبانيا
عدد المباريات: 9 مباريات
عدد الانتصارات: 5 فوز
عدد التعادلات: 2 تعادلات
عدد الهزائم: 2 هزائم
عدد الأهداف المسجلة: 20 هدف
عدد الأهداف المسجلة عليه: 8 هدف
عدد البطاقات الصفراء: 8 بطاقة

### احصائيات الفريق في دوري أبطال أوروبا
عدد المباريات: 12 مباراة
عدد الانتصارات: 6 فوز
عدد التعادلات: 3 تعادلات
عدد الهزائم: 3 هزائم
عدد الأهداف المسجلة: 28 هدف
عدد الأهداف المسجلة عليه: 18 هدف
عدد البطاقات الصفراء: 25 بطاقة
عدد البطاقات الحمراء من بطاقتين صفراء: 2 بطاقة

### إحصائيات الفريق في كأس السوبر الإسباني
عدد المباريات: مبارتين
عدد الانتصارات: فوز
عدد الهزائم: خسارة
عدد الأهداف المسجلة: 4 اهداف
عدد الأهداف المسجلة عليه: 4 اهداف
عدد البطاقات الصفراء: 8 بطاقات

### إحصائيات الفريق الشاملة لكل البطولات
عدد المباريات: 61 مباراة
عدد الانتصارات: 38 فوز
عدد التعادلات: 12 تعادلات
عدد الهزائم: 11 هزيمة
عدد الأهداف المسجلة: 153 هدف
عدد الأهداف المسجلة عليه: 72 هدف
عدد البطاقات الصفراء: 125 بطاقة
عدد البطاقات الحمراء من بطاقتين صفراء: 5 بطاقات
عدد البطاقات الحمراء المباشرة: بطاقتين

### إحصائيات اللاعبين
أكبر لاعب بالفريق: ريكالدو كارفاليهو (35 سنة)
أطول لاعب بالفريق: دييجو لوبيز (194 سم)
الأكثر وزناً لاعب بالفريق: انطونيو آدان (88 كجم)